# Tauno Käyhkö

Tauno Olavi Käyhkö (ur. 6 maja 1950 w Rovaniemi) – fiński i kanadyjski skoczek narciarski.

## Przebieg kariery
Zadebiutował w sezonie 1969/1970 podczas 18. Turnieju Czterech Skoczni. W 1970 zajął piąte miejsce na dużej skoczni podczas mistrzostw świata w Wysokich Tatrach. Dwa lata później, na igrzyskach olimpijskich w Sapporo zajął 18. miejsce na normalnej skoczni, a na większym obiekcie był czwarty, przegrywając rywalizację o brązowy medal z Rainerem Schmidtem o zaledwie 0,1 punktu. W tym samym sezonie zajął trzecie miejsce w klasyfikacji końcowej 20. Turnieju Czterech Skoczni. W 1974 wystąpił na mistrzostwach w Falun, zajmując szóste miejsce na dużej skoczni.
W latach 1971 i 1973 zwyciężył w Turnieju Szwajcarskim.
W 1971 zwyciężył w igrzyskach Kennedy’ego w Lake Placid. W 1973 odniósł triumf w konkursach w Sapporo, Lahti, Ruce i Rovaniemi oraz podczas igrzysk szwedzkich, a rok później w Kuopio. W 1978 zwyciężył w świątecznym konkursie skoków w Sankt Moritz.
Od 1975 reprezentował Kanadę. W nowych barwach wystartował na mistrzostwach świata w Lahti w 1978, ponownie zajmując piąte miejsce na dużej skoczni. Wziął także udział w igrzyskach w Lake Placid w 1980, zajmując 26. miejsce na dużej skoczni oraz 30. miejsce na normalnym obiekcie.
Najlepsze wyniki w Pucharze Świata osiągnął w sezonie 1979/1980, kiedy zajął 55. miejsce w klasyfikacji końcowej. Był także mistrzem Finlandii na normalnej skoczni w 1971 i 1972, na dużej skoczni w 1971 i 1974 oraz trzykrotnie w drużynie.

## Igrzyska olimpijskie
| Miejsce | Dzień     | Rok  | Miejscowość | Konkurs                         | Wynik     | Strata   | Zwycięzca        |
| ------- | --------- | ---- | ----------- | ------------------------------- | --------- | -------- | ---------------- |
| 18.     | 6 lutego  | 1972 | Sapporo     | Skocznia normalna indywidualnie | 244,2 pkt | 32,4 pkt | Yukio Kasaya     |
| 4.      | 11 lutego | 1972 | Sapporo     | Skocznia duża indywidualnie     | 219,9 pkt | 0,7 pkt  | Wojciech Fortuna |
| 30.     | 17 lutego | 1980 | Lake Placid | Skocznia normalna indywidualnie | 266,3 pkt | 50,9 pkt | Toni Innauer     |
| 26.     | 23 lutego | 1980 | Lake Placid | Skocznia duża indywidualnie     | 271,0 pkt | 62,4 pkt | Jouko Törmänen   |

## Mistrzostwa świata
| Miejsce | Dzień     | Rok  | Miejscowość  | Konkurs                         | Wynik     | Strata   | Zwycięzca             |
| ------- | --------- | ---- | ------------ | ------------------------------- | --------- | -------- | --------------------- |
| 14.     | 14 lutego | 1970 | Vysoké Tatry | Skocznia normalna indywidualnie | 240,6 pkt | 17,9 pkt | Garij Napałkow        |
| 5.      | 21 lutego | 1970 | Vysoké Tatry | Skocznia duża indywidualnie     | 226,0 pkt | 16,4 pkt | Garij Napałkow        |
| 6.      | 16 lutego | 1974 | Falun        | Skocznia normalna indywidualnie | 258,9 pkt | 21,4 pkt | Hans-Georg Aschenbach |
| 16.     | 18 lutego | 1978 | Lahti        | Skocznia normalna indywidualnie | 253,2 pkt | 26,3 pkt | Matthias Buse         |
| 5.      | 26 lutego | 1978 | Lahti        | Skocznia duża indywidualnie     | 256,6 pkt | 14,5 pkt | Tapio Räisänen        |

## Puchar Świata

### Miejsca w klasyfikacji generalnej
| Sezon     | Miejsce |
| --------- | ------- |
| 1979/1980 | 54.     |

### Miejsca w poszczególnych konkursach indywidualnychPucharu Świata
| Źródło                                                   |            |                        |           |               |         |         |             |             |              |           |              |              |              |        |           |           |          |                     |                     |         |         |         |                     |                     |        |        |        |        |        |        |        |        |        |        |        |        |        |        |        |        |        |        |        |
| Sezon 1979/1980                                          |            |                        |           |               |         |         |             |             |              |           |              |              |              |        |           |           |          |                     |                     |         |         |         |                     |                     |        |        |        |        |        |        |        |        |        |        |        |        |        |        |        |        |        |        |        |
| Cortina d'Ampezzo                                        | Oberstdorf | Garmisch-Partenkirchen | Innsbruck | Bischofshofen | Sapporo | Sapporo | Thunder Bay | Thunder Bay | Zakopane     | Zakopane  | Saint-Nizier | Saint-Nizier | Sankt Moritz | Gstaad | Engelberg | Vikersund | Lahti    | Lahti               | Falun               | Oslo    | Planica | Planica | Szczyrbskie Jezioro | Szczyrbskie Jezioro | punkty | punkty | punkty | punkty | punkty | punkty | punkty | punkty | punkty | punkty | punkty | punkty | punkty | punkty | punkty | punkty | punkty | punkty | punkty |
| -                                                        | 30         | 42                     | 38        | 76            | 10      | 20      | 6           | 16          | -            | -         | -            | -            | -            | -      | -         | -         | -        | -                   | -                   | -       | -       | -       | -                   | -                   | 16     | 16     | 16     | 16     | 16     | 16     | 16     | 16     | 16     | 16     | 16     | 16     | 16     | 16     | 16     | 16     | 16     | 16     | 16     |
| Sezon 1981/1982                                          |            |                        |           |               |         |         |             |             |              |           |              |              |              |        |           |           |          |                     |                     |         |         |         |                     |                     |        |        |        |        |        |        |        |        |        |        |        |        |        |        |        |        |        |        |        |
| Cortina d'Ampezzo                                        | Oberstdorf | Garmisch-Partenkirchen | Innsbruck | Bischofshofen | Sapporo | Sapporo | Thunder Bay | Thunder Bay | Sankt Moritz | Engelberg | MŚ – Oslo    | MŚ – Oslo    | Lahti        | Lahti  | Tauplitz  | Tauplitz  | Tauplitz | Szczyrbskie Jezioro | Szczyrbskie Jezioro | Planica | Planica | punkty  | punkty              | punkty              | punkty | punkty | punkty | punkty | punkty | punkty | punkty | punkty | punkty | punkty | punkty | punkty | punkty | punkty | punkty | punkty |        |        |        |
| -                                                        | -          | -                      | -         | -             | -       | -       | 36          | 19          | -            | -         | -            | -            | -            | -      | -         | -         | -        | -                   | -                   | -       | -       | 0       | 0                   | 0                   | 0      | 0      | 0      | 0      | 0      | 0      | 0      | 0      | 0      | 0      | 0      | 0      | 0      | 0      | 0      | 0      |        |        |        |
| Legenda                                                  |            |                        |           |               |         |         |             |             |              |           |              |              |              |        |           |           |          |                     |                     |         |         |         |                     |                     |        |        |        |        |        |        |        |        |        |        |        |        |        |        |        |        |        |        |        |
| 1 2 3 4-10 11-15 poniżej 15 - – zawodnik nie wystartował |            |                        |           |               |         |         |             |             |              |           |              |              |              |        |           |           |          |                     |                     |         |         |         |                     |                     |        |        |        |        |        |        |        |        |        |        |        |        |        |        |        |        |        |        |        |

### Turniej Czterech Skoczni

#### Miejsca w klasyfikacji generalnej
| Sezon     | Miejsce |
| --------- | ------- |
| 1979/1980 | 39.     |